# تيم بالدوين
تيم بالدوين (بالإنجليزية: Tim Baldwin)‏ هو سياسي أسترالي، ولد في 1957. انتخب عضو الجمعية التشريعية للإقليم الشمالي ‏.